# Amecameca
Amecameca è una città Messicana, capoluogo dell'omonimo comune del Messico, situato nello stato di Messico, il nome completo della località è Amecameca de Juárez.

## Storia e origine del nome
Non si conosce la data esatta della fondazione di Amecameca, (cui nome completo è Amecameca de Juárez), venne probabilmente fondata nel 1824 insieme alla fondazione dello Stato del Messico, ma l'area dove sorge la città era già abitata fin dal 1268. Ufficialmente, il 14 novembre 1861, il Governo dello Stato del Messico le diede il titolo di Villa senza essere capoluogo del Distretto grazie al suo ruolo nella storia, nel commercio e nella politica. Situata a 2480 m. di altitudine, dal novembre 2008 ha la categoria ufficiale di "Pueblo con Encanto", anche se ad eccezione della cattedrale, i pochi edifici coloniali rimasti, che si trovano quasi tutti sulla piazza principale, sono in cattive condizioni, ha ormai poco di “encanto”; si trova anche sulla "Ruta de Los Volcanes", e dal 1992 è "Capitale dell'Alpinismo Nacional". La parola Amecameca, che in origine era Amaquemecan, deriva dalla lingua dei nativi Nahuatl. Le sue radici sono le parole amatl, che significa "carta"; queme, che significa "segnalare" o "indicare"; e can, che si traduce in "luogo". Pertanto, Amaquemecan significa: "dove si vestono con mantelli di carta", (donde visten con mantos de papel, in spagnolo).

## Governo e divisioni locali
Come nella maggior parte dei comuni del Messico, il sindaco e la giunta comunale vengono eletti ogni tre anni. 
| \| Nome \| Periodo \| Partito \| \| José Federico Del Valle Miranda Juan \| 2000-2003 \| PRD \| \| Rosendo García Rodríguez \| 2003-2006 \| PAN \| \| Juan Manuel Guerrero Gutiérrez \| 2006-2009 \| PRD \| \| Juan Demetrio Sánchez Granados \| 2009-2012 \| PRI \| \| Carlos Santos Amador \| 2012-2015 \| PRI \| \| Álvaro Carlos Avelar López \| 2015-2018 \| PES \| \| Miguel Ángel Salomón Cortes \| 2018-2021 \| VERDE \| \| Ivette Topete García \| 2021-2024 \| PRI \| \| Ivette Topete García \| 2024-2027 \| PRI (rieletta) \| |           |                |
| Nome | Periodo   | Partito        |
| José Federico Del Valle Miranda Juan | 2000-2003 | PRD            |
| Rosendo García Rodríguez | 2003-2006 | PAN            |
| Juan Manuel Guerrero Gutiérrez | 2006-2009 | PRD            |
| Juan Demetrio Sánchez Granados | 2009-2012 | PRI            |
| Carlos Santos Amador | 2012-2015 | PRI            |
| Álvaro Carlos Avelar López | 2015-2018 | PES            |
| Miguel Ángel Salomón Cortes | 2018-2021 | VERDE          |
| Ivette Topete García | 2021-2024 | PRI            |
| Ivette Topete García | 2024-2027 | PRI (rieletta) |

Divisioni amministrative:
Amecameca confina a nord con Tlalmanalco, a sud con i comuni di Atlautla e Tepetlixpa, a est con i comuni di Calpan, San Nicolás de los Ranchos e Nealtican dello Stato di Puebla e ad ovest con il comune di Ayapango.
| FRAZIONI E POPOLAZIONE \| Località \| Abitanti \| \| Amecameca de Juárez \| 34,273 \| \| San Pedro Nexapa \| 5,025 \| \| Santiago Cuauhtenco \| 1,084 \| \| San Antonio Zoyatzingo \| 3,081 \| \| Santa Isabel Chalma \| 2,402 \| \| San Diego Huehuecalco \| 1,978 \| \| San Francisco Zentlalpan \| 4,549 \| \| San Juan Grande \| 713 \| \| Aldea de los Reyes \| 336 \| \| Totale Municipio \| 53,441 \| |          |
| --- | -------- |
| Località | Abitanti |
| Amecameca de Juárez | 34,273   |
| San Pedro Nexapa | 5,025    |
| Santiago Cuauhtenco | 1,084    |
| San Antonio Zoyatzingo | 3,081    |
| Santa Isabel Chalma | 2,402    |
| San Diego Huehuecalco | 1,978    |
| San Francisco Zentlalpan | 4,549    |
| San Juan Grande | 713      |
| Aldea de los Reyes | 336      |
| Totale Municipio | 53,441   |

Attualmente il comune conta 53.441 abitanti, di cui 27.314 donne (51,11%) e 26.127 uomini (48,88%). La lingua più parlata è lo spagnolo, il nahuatl è la lingua indigena più parlata ad Amecameca, anche se solo le persone anziane parlano correttamente la lingua. La religione predominante ad Amecameca è il cristianesimo cattolico con 48.512 credenti, pari al 90,77% della popolazione del comune.

## Clima

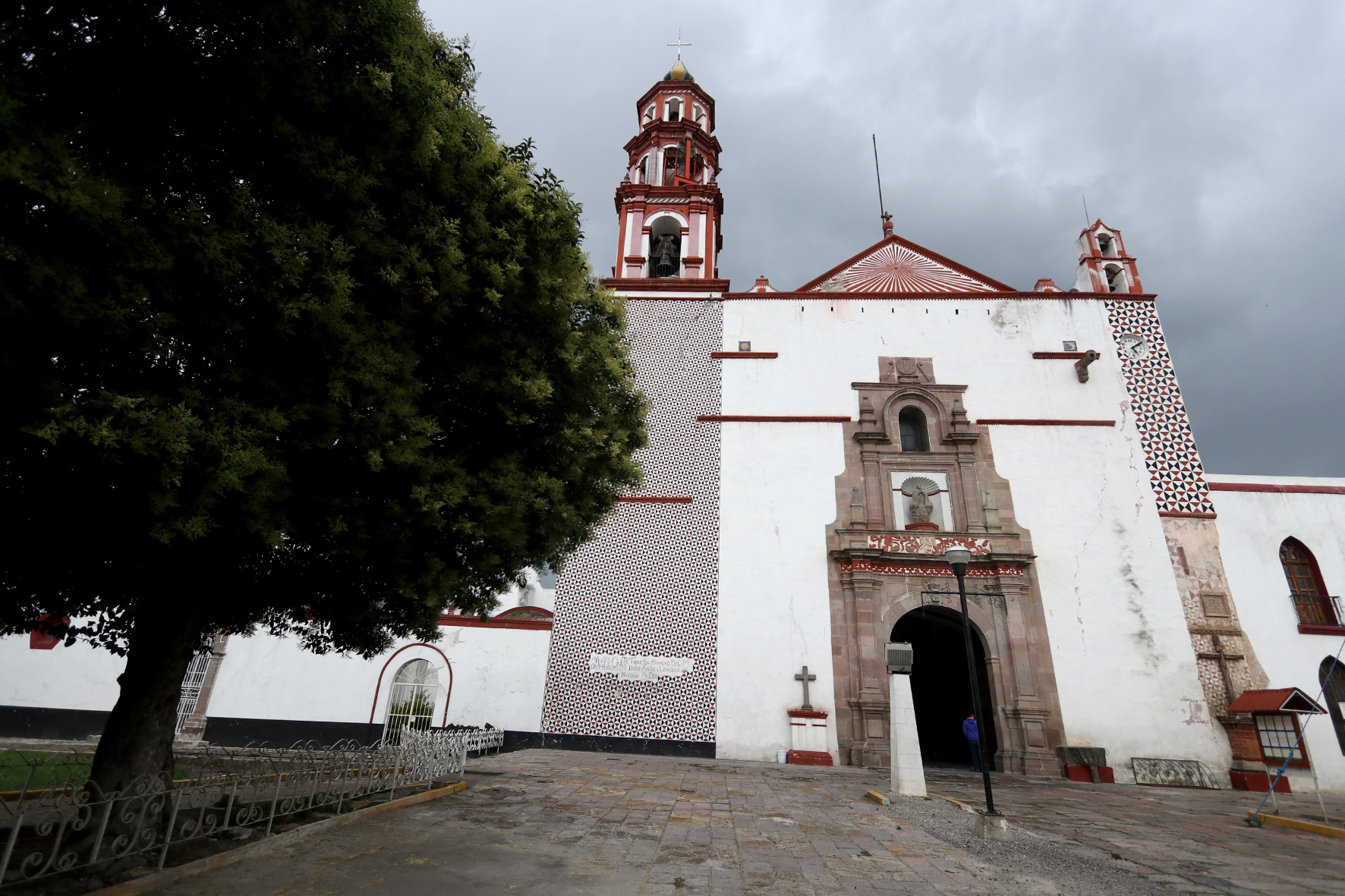
Parroquia de Nuestra Señora de la Asunción

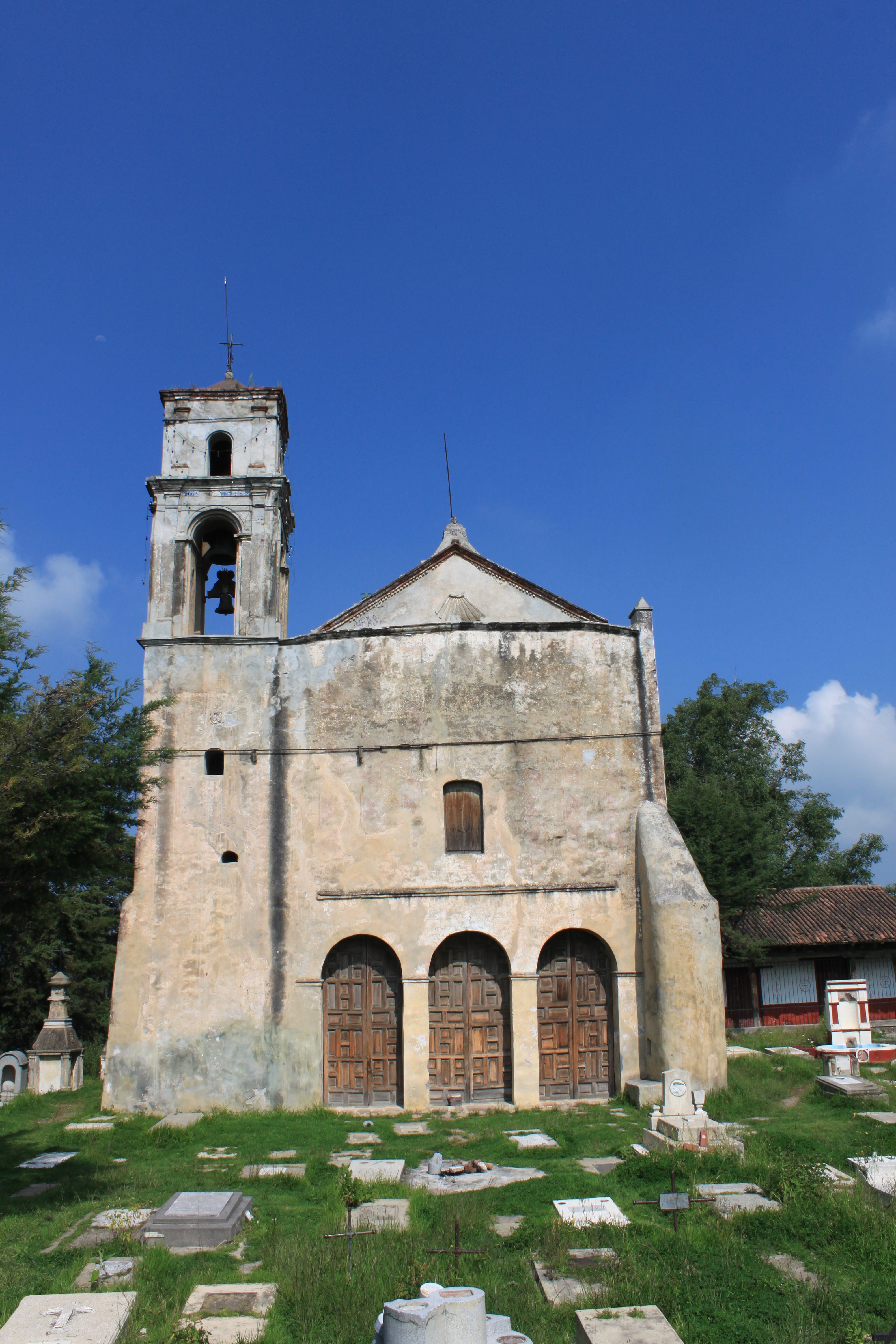
Capilla Guadalupita al Cerro del Sacromonte

Essendo situata a 2400 metri di altitudine, le notti in particolare nei mesi di dicembre, gennaio e febbraio, possono essere particolarmente fredde con possibili nevicate, durante il periodo delle piogge, (maggio-novembre), aumentano il livello di fiumi, ruscelli e altri bacini idrologici che raggiungono lo Stato di Puebla dal versante orientale del vulcano Iztaccíhuatl, rifornendo soprattutto le valli vicine, le precipitazioni annuali medie sono di 935.6 millimetri. La temperatura massima è di 32 °C, la minima di -8 °C, la media annuale 14.1 °C.
| Mesi           | Gen. | Feb. | Mar. | Apr. | Mag. | Giu. | Lug. | Ago. | Set. | Ott. | Nov. | Dic. |
| -------------- | ---- | ---- | ---- | ---- | ---- | ---- | ---- | ---- | ---- | ---- | ---- | ---- |
| Temp. max. °C  | 22   | 26   | 31   | 35   | 31   | 25   | 20   | 19   | 18   | 19   | 20   | 22   |
| Temp. min. °C  | 4    | 5    | 6    | 8    | 7    | 6    | 0    | 4    | 2    | 6    | 5    | 3    |
| Pioggia mm.    | 3    | 23   | 15   | 18   | 69   | 141  | 153  | 149  | 105  | 65   | 19   | 10   |
| Giorni di neve | 1    | 1    | 0    | 0    | 0    | 0    | 0    | 0    | 0    | 0    | 0    | 1    |

## Patrimonio storico
Purtroppo, prima che nel 1980 venisse dichiarata "Pueblo con Encanto", dallo Stato del Messico, Amecameca ha perso molti edifici di epoca coloniale, fortunatamente dopo tale decisione, molti edifici si sono salvati dalla distruzione, tuttavia non sono in buono condizioni estetiche, tra quelli meritevoli di visita, si segnala: 
Arco di San Sebastiano de Aparicio: Conosciuto anche come El Humilladero, è un arco in pietra di cava costruito nell'anno 1781, come indica il medaglione che si trova al centro di esso. Si trova sulla piazza principale, accanto all'attuale palazzo municipale.
Gioco della palla o Juego de Pelota: Si tratta del tabellone segnapunti di un gioco con la palla, montato su base di cemento ed esposto nel giardino comunale. L'origine del pezzo è sconosciuta e non esistono studi archeologici.
Jardín de los Leones: Il giardino comunale, situato di fronte al palazzo municipale, è conosciuto come Giardino dei Leoni per via delle quattro sculture in ghisa che si trovano in diversi punti di esso, sono la rappresentazione di quattro leoni, due femmine e due maschi. Attraverso queste sculture vengono rappresentati i quattro elementi della natura: l'acqua è rappresentata nella figura del leone su coccodrillo, il fuoco nel leone su vipera, l'aria nella leonessa in piedi e la terra nella leonessa su coniglio.
Parroquia de Nuestra Señora de la Asunción: Ubicata di fronte alla piazza principale, fa parte di un complesso monastico fondato dai Domenicani nel 1554. Il tempio, il cui ingresso è in pietra rosa, in stile manierista, fu edificato nel XVI secolo, rendendo questo edificio un'ottima rappresentazione dell'arte vicereale. Un'iscrizione indica che la torre fu completata nel 1680. Dal 1981, questo luogo fa parte del patrimonio culturale dello Stato del Messico.
Cerro del Sacromonte: Situato in cima ad una collina alle spalle del municipio, si tratta di un complesso di cappelle, un pantheon è una scalinata di eccezionale valore per i parrocchiani cattolici della comunità. Questo sito è stato uno spazio sacro sin dall'epoca preispanica quando si venerava Chalchiuhmomoztli, un'invocazione del dio legato all'acqua. Successivamente, Fra Martín de Valencia e gli altri francescani evangelizzarono il luogo. Nel 1527 realizzarono un Cristo Nero in pasta di canna di mais che pesa circa 3 chili.
Mercato Municipale: Situato a lato della Parroquia de Nuestra Señora de la Asunción, è il principale mercato di Amecameca, vi si trovano numerosi posti dove poter mangiare piatti tipici, nonché vendita di prodotti di gastronomia.

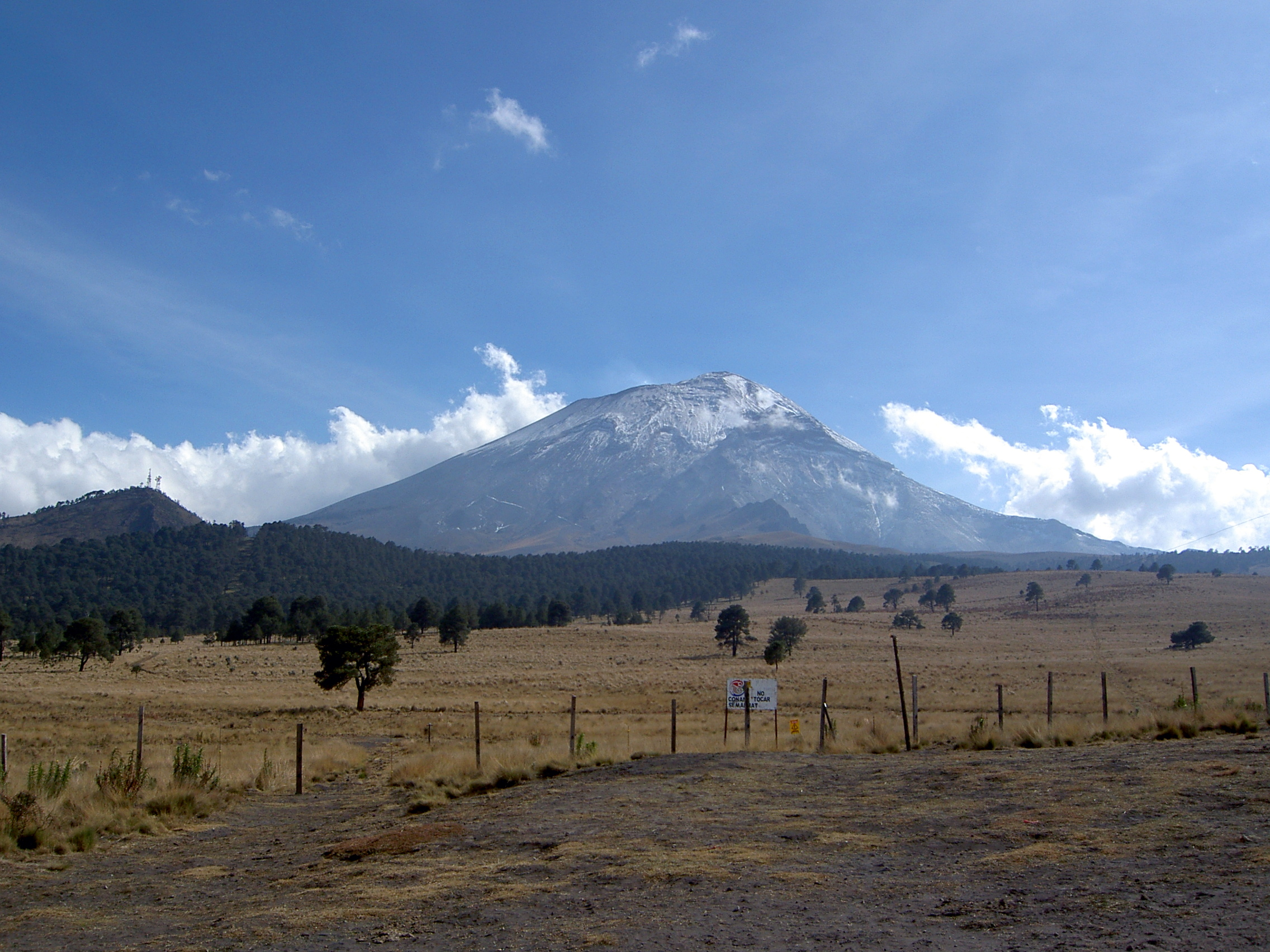
Vulcano Popocatepetl visto dal Paso de Cortés

## Paso de Cortés
Il Paso de Cortés è un passo montano a 3.600 metri sul livello del mare, situato tra i vulcani Popocatépetl e Iztaccíhuatl, a 23 kilometri da Amecameca. Il Passo Cortés prese il nome dal conquistatore spagnolo Hernán Cortés, che entrò nella Valle del Messico nel 1519, cercando di conquistare il Messico-Tenochtitlan. È un luogo eccellente per osservare l'attività del vulcano Popocatépetl. È anche possibile vedere, a est, il vulcano Malintzin (o Malinche) e il Pico de Orizaba, a ovest, nel Distretto Federale, il vulcano Ajusco, la parte meridionale della Valle del Messico e la Sierra de las Cruces. Questo è un punto di partenza per scalare sia Popocatépetl che Iztaccíhuatl, nei periodi di maggiore attività eruttiva del vulcano, l'accesso potrebbe essere limitato o interrotto del tutto. 

## Festività locali
Alcuni quartieri di Amecameca organizzano feste locai denominate "ferias locales", con presenza di bancarelle di gastronomia locale, giostre per bambini e altre attività, le principali feste cittadine sono le seguenti:
Mercoledì delle Ceneri: Giorno del Signore del Sacromonte.
Seconda settimana di maggio: Festa in onore di San Antonino Arcivescovo di Firenze (festa ufficiale 10 maggio), patrono della comunità Zoyatzingo.
21 al 23 luglio: Festival de las Luciérnagas
30 al 31 luglio: Fiera dei funghi selvatici
15 agosto: Giorno dell'Assunta, patrona di Amecameca.
Agosto: Fiera della Noce. www.feriadelanuez.com/

## Trasporti

### Autobus extra-urbani
Amecameca ha un terminal degli autobus a circa 15 minuti di cammino dalla piazza principale, vi sono partenze circa ogni ora per Città del Messico, (terminal TAPO, metro L1 e B), e Cuautla, dove è possibile prendere coincidenze per Cuernavaca e altre località.

### Autobus urbani
Dalle strade nei dintorni della piazza principale, partono numerose linee di minibus denominate "Combis", che servono tutti i quartieri della città e alcune località limitrofe, come ad esempio: Ayapango, Tenengo del Aire, Juichtepec, Ozumba e numerose altre.

### Autostrade e strade federali
La federale 115 (gratuita), collega Città del Messico a Cuautla passando alla periferia di Amecameca, la federale Amecameca-Tenango del Aire, (gratuita), collega le rispettive località passando per Ayapango. L'autopista 115D (a pedaggio), collega Città del Messico a Cuautla passando alla periferia di Amecameca.

### Treno
Amecameca dispone di una stazione ferroviaria, sulla carretera a Pahuacán, alla periferia della città, ma dal 1999 dopo la privatizzazione delle ferrovie non vi è più un servizio passeggeri, vi è uno sporadico servizio merci senza orari effettivi.